# Božidar Jović
Božidar Jović (Banja Luka, 13 de fevereiro de 1972) é um ex-handebolista profissional croata, campeão olímpico.
Božidar Jović fez parte do elenco medalha de ouro de Atlanta 1996, com seis partidas e 26 gols.